# مسجد حنانه

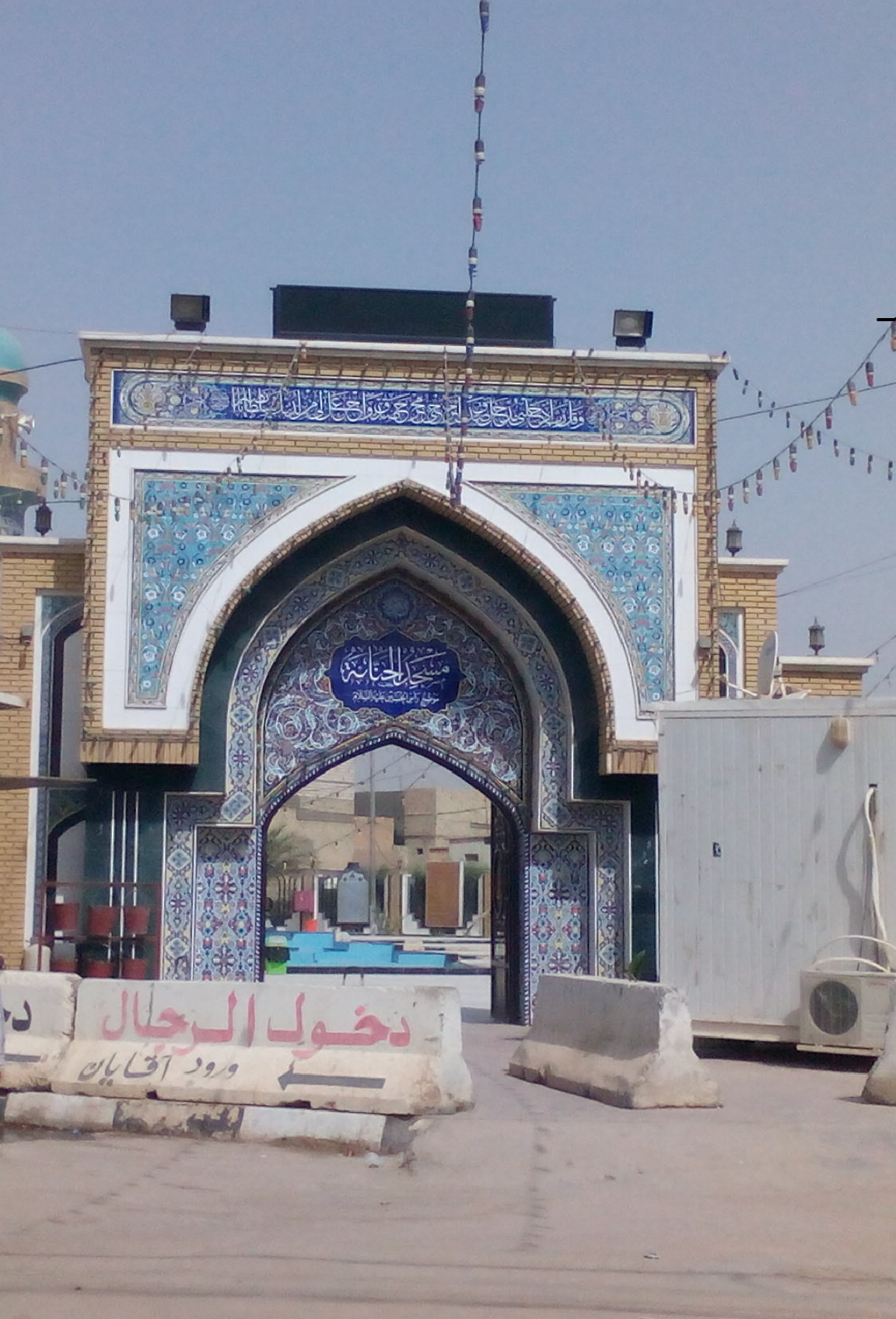
مسجد حنانه

مسجد حَنّانه یا یوحنان در بین راه نجف و کوفه، در سمت شمال نجف واقع شده است. بر طبق نقل‌های تاریخی و به اعتقاد شیعیان، زمین این مسجد دو بار در عزای امامان شیعه به اصطلاح ناله کرده‌ است: یک بار در زمان تشییع پیکر علی بن ابی‌طالب امام اول شیعیان و یک بار نیز بعد از واقعه کربلا در روز عاشورا.

## دو واقعه در محل این مسجد
بر اساس باورهای شیعیان، دو واقعه در این مکان رخ داده‌است:
در این محل، ستون (یا دیواری) قرار داشته‌ است که هنگام تشییع شبانه علی امام اول شیعیان از کوفه به نجف، وقتی بدن وی را از کنار این مکان عبور می‌دادند، مسلمانان به ویژه شیعیان بر این باورند که این ستون یا دیوار از حزن و تأسف خم شده است. بر اساس نظر شیخ طوسی ظاهراً مسجد حنّانه، در جایگاه همان ستون یا دیوار بنا شده‌ است. در روایتی از جعفر صادق، امام ششم شیعیان، آمده‌ است: «هنگامی که جنازه علی را از این‌جا عبور می‌دادند، این ستون از اندوه بر درگذشت او خم شد، چنان‌که تخت ابرهه هنگام ورود عبدالمطلب بر او خم شد».
همچنین مسلمانان به ویژه شیعیان معتقدند، به هنگام حمل سرهای کشته شدگان واقعه کربلا به کوفه، سر بریده شده حسین، امام سوم شیعیان، بر زمین این مسجد گذاشته شده است. گفته‌اند در این هنگام صدایی شبیه به ناله بچه شتری (حنانه) که مادرش را گم کرده باشد، از زمین بلند شده است. همچنین نقل شده‌است که امام ششم شیعیان، جعفر صادق، هنگام سفر به کوفه و نجف، در سه مکان ایستاده و نماز گزارده‌ است که یکی از آن‌ها در این محل بوده است. جعفر صادق در این مورد گفته است: «سر جدم حسین را در اینجا نهادند».

## وجه نام‌گذاری
حنانه به معنای ناله کننده و نوحه کننده است. در وجه نامگذاری این مسجد گفته شده، به علت ناله کردن آن ستون هنگام تشییع پیکر علی، امام اول شیعیان، این نام را بر این مکان نهاده‌اند. وجه دیگر این نامگذاری را ناله زمین این منطقه، در زمان حضور سرهای کشته شدگان واقعه کربلا دانسته‌اند. برخی نیز گفته‌اند نام این مسجد از «حنا»، نام دیر قدیمی مسیحیان که در این محل قرار داشته‌اند، گرفته شده‌ است.